# Liste von Kopfbedeckungen monarchischer Oberhäupter auf Staatsebene
Die Kopfbedeckungen von Staatsoberhäuptern monarchisch regierter Staaten (Stand April 2018) werden im europäischen Kulturraum üblicherweise als Krone bezeichnet.
| Staat                         | Krone (heraldische Version)                            | Krone (Bild)                | Monarchisches Wappen |
| ----------------------------- | ------------------------------------------------------ | --------------------------- | -------------------- |
| Andorra                       |                                                        |                             |                      |
| Bahrain                       |                                                        |                             |                      |
| Belgien                       |                                                        | nur heraldische Darstellung |                      |
| Bhutan                        |                                                        |                             |                      |
| Brunei                        |                                                        | Foto                        |                      |
| Dänemark                      | (Details)                                              |                             |                      |
| Eswatini                      |                                                        |                             |                      |
| Japan                         |                                                        |                             |                      |
| Jordanien                     |                                                        |                             |                      |
| Kambodscha                    |                                                        |                             |                      |
| Katar                         |                                                        |                             |                      |
| Kuwait                        |                                                        |                             |                      |
| Lesotho                       |                                                        | Foto                        |                      |
| Liechtenstein                 |                                                        |                             |                      |
| Luxemburg                     |                                                        | nur heraldische Darstellung |                      |
| Malaysia                      |                                                        |                             |                      |
| Marokko                       |                                                        |                             |                      |
| Monaco                        |                                                        | nur heraldische Darstellung |                      |
| Niederlande                   | (Details)                                              |                             |                      |
| Norwegen                      | (Königreich) (König) (Details)                         |                             |                      |
| Oman                          |                                                        |                             |                      |
| Saudi-Arabien                 |                                                        |                             |                      |
| Schweden                      | (Details)                                              |                             |                      |
| Spanien                       | (Details)                                              |                             |                      |
| Thailand                      |                                                        | Foto                        |                      |
| Tonga                         | (Details)                                              |                             |                      |
| Vatikanstadt (Heiliger Stuhl) | (Details)                                              | Fotos                       |                      |
| Vereinigte Arabische Emirate  |                                                        |                             |                      |
| Vereinigtes Königreich        | (England, Wales und Nordirland) (Details) (Schottland) |                             |                      |